# Narodni park Omo
Narodni park Omo je narodni park v Etiopiji, ustanovljen leta 1980. Park leži v regiji država Južne Etiopije na zahodnem bregu reke Omo, obsega približno 4068 kvadratnih kilometrov in je približno 870 kilometrov jugozahodno od Adis Abebe; čez Omo je narodni park Mago in območje ohranjanja skupnosti Tama. Čeprav je bilo v bližini sedeža parka om reki Mui nedavno zgrajeno vzletišče, ta park ni zlahka dosegljiv; vodnik Lonely Planet za Etiopijo in Eritrejo opisuje narodni park Omo kot »najbolj oddaljen park v Etiopiji.

## Geografija
Narodni park Omo je na zahodnem bregu reke Omo v spodnji dolini reke Omo. Park je dolg 140 km in se razteza od reke Neruze na jugu do planote Šarum na severu in do 60 km širok, kjer je sedež parka. Glavne kopenske značilnosti so reka Omo na vzhodu, gorovje Madži, planote Šarum in Sai na severu in zahodu ter planote Illibai in hribov Dirga na jugu. Obstajajo trije topli vrelci, park pa prečka nekaj rek, ki se vse izlivajo v Omo. Reka Mui prečka sredino parka, preden se pridruži reki Omo. Večji del parka je na 800 m nadmorske višine, južni del ob reki Neruze pa se spusti na 450 m. Najvišji vrh gorovja Madži, ki je znotraj parka, je 1541 m nad morsko gladino.

### Rastlinstvo
Vegetacija narodnega parka Omo je večinoma odprta savana, goščave in obrečni gozdovi, ki ležijo blizu zahodnih bregov reke Omo. Vrste vključujejo Ficus sycomorus, Tapura fischeri, Melanodiscus oblongus, Celtis integrifolia, Trichilia roka, Cordia sinensis, Acacia mellifera in Ziziphus mauritiana

### Živalstvo
Park ponuja odlične možnosti za opazovanje divjih živali s 73 vrstami sesalcev in 312 vrstami ptic.

#### Sesalci
Narodni park Omo je dom velikih čred bivolov, zeber, elandov, bajze, tiangov, lelweljeve kame, dik-dikov, imbabale, Bohorske trstnice in Grantovih gazel. Drugi sesalci, ki jih je izjemno redko najti, so slon, lev, leopard, gepard, divja svinja, afriški hijenski pes, žirafa, oribi, antilopa Oreotragus oreotragus, veliki kudu, hijene, črni nosorog, veliki povodni konj in svinja bradavičarka. Na gozdnatih območjih živijo tudi primati, kot so  navadna gvereza, savanski pavijan in opice De Brazzova zamorska mačka.

#### Avifavna
Vrste ptic v tem parku sestavljajo noji, orli, čaplje, afriške barbete (Lybiidae), medosledci, vodomci, tajnik, žolne, papige, srakoperji, tu pa so uspevali tudi tkalci.

#### Herpetofavna
Narodni park Omo je tudi dom nilskim krokodilom, črnim mambam, afriškim ostrogastim želvam (Centrochelys sulcata), tu so pogosti še črnovrata pljuvajoča kobra (Naja nigricollis), rombasta nočna gada (Causus rhombeatus), somalska puhlica (Bitis arietans) in skalni piton.

### Geologija
Kot Dolina ob spodnjem toku reke Omo je bila reka Omo vpisana za Unescov seznam svetovne dediščine leta 1980, po odkritju (formacija Omo Kibiš) najzgodnejših znanih fosilnih fragmentov Homo sapiensa, katerih starost je bila približno 195.000 let.

## Ohranjanje

### Namestitev obiskovalcev
V parku praktično ni turistične infrastrukture in malo podpore za popotnike. Leta 1999 so poročali, da nobena od turističnih agencij znotraj ali zunaj Etiopije ne bi organizirala izletov po parku. Informacijski center Valta je 3. oktobra 2006 objavil, da je bil dodeljen 1 milijon ameriških dolarjev za izgradnjo »cest in rekreacijskih centrov ter različnih komunikacijskih objektov« z namenom pritegniti več obiskovalcev.

### Težave z upravljanjem parka
Mursi, Suri, Nyangatom, Dizi in Me'en naj bi bili v nevarnosti razselitve in/ali zavrnitve dostopa do svojih tradicionalnih pašnikov in kmetijskih zemljišč. To sledi razmejitvi meja parka novembra 2005 in nedavnemu prevzemu upravljanja parka s strani Afriških parkov. Ta proces grozi, da bodo ljudje Omo postali nezakoniti skvoterji na svoji zemlji.
Obstajajo poročila, da so uradniki parka ta plemenska ljudstva prisilili v podpisovanje dokumentov, ki jih niso znali prebrati.
Oktobra 2008 so Afriški parki objavili, da se odpovedujejo upravljanju narodnega parka Omo in zapuščajo Etiopijo. AP je izjavil, da je trajnostno upravljanje etiopskih parkov nezdružljivo z »neodgovornim načinom življenja nekaterih etničnih skupin«. Organizacija ima težave pri soočanju z avtohtonim prebivalstvom, ki poskuša nadaljevati svoj tradicionalni način življenja znotraj meja parka.